# Scellus varipennis
Scellus varipennis är en tvåvingeart som beskrevs av Van Duzee 1925. Scellus varipennis ingår i släktet Scellus och familjen styltflugor.
Artens utbredningsområde är Kalifornien. Inga underarter finns listade i Catalogue of Life.